# Lithocarpus corneus
Lithocarpus corneus ist eine Pflanzenart aus der artenreichen Gattung Lithocarpus in der Unterfamilie Quercoideae innerhalb der Familie der Buchengewächse (Fagaceae).

## Beschreibung
Lithocarpus corneus wächst als ein immergrüner Baum und erreicht Wuchshöhen von meist unter 15 Metern. Die Rinde der Zweige ist hell lohfarben bis dunkelgrau; die Zweige sind nackt oder behaart mit weit verstreuten erhabenen Lentizellen. 
Die wechselständig und spiralig am Zweig angeordneten Laubblätter sind papier- bis lederartig und sitzen meist zur Zweigspitze hin gehäuft. Die Blattspreite ist etwa 10 bis 15 cm lang und 2 bis 4,5 cm breit. Der Blattstiel ist 0,5 bis 4,5 Zentimeter lang. Die Blattbasis ist spitz zulaufend bis abgerundet; sie kann symmetrisch, aber auch schief sein. Der Blattrand ist gezähnt und oft leicht gewellt. Das Blatt läuft spitz aus. Nebenblätter sind vorhanden.
Die Pflanze ist eigentlich einhäusig getrenntgeschlechtig (monözisch), an der Spindelbasis der männlichen Blütenstände, es sind Kätzchen, sitzen jedoch bisweilen auch weibliche Blüten. Die männlichen Blüten enthalten zehn bis zwölf Staubblätter. Die weiblichen Blütenstände sind unter 10 cm lang. Es sitzen meist etwa drei Samenbecher (Cupula) zusammen. Der Samenbecher ist an der Basis verdickt; er ist verholzt mit etwa 2 bis 3 Millimeter dicker Wandung. Die Samenbecher sind etwa 2,5 bis 5 cm groß und umschließen die Frucht etwa zur Hälfte. Der Same hat die Form einer Eichel. Die Blütezeit ist hauptsächlich von Mai bis Juli; es werden jedoch fast das ganze Jahr über Blüten angesetzt.

## Verbreitung und Standort
Die Art ist in China, Vietnam und Taiwan heimisch. In China erstrecken sich ihre Vorkommen über das südliche Fujian, Guangdong, Guangxi, das südliche Guizhou, Hainan, das südliche Hunan und das östliche Yunnan. In Vietnam beschränken sich die Vorkommen auf den Nordosten.
Als Standort werden sonnige Berghänge und trockenere Standorte in immergrünen Wäldern bevorzugt. Die Vorkommen finden sich in Höhenlagen unter 1000 m.

## Systematik
Die Art wurde unter dem Namen Quercus cornea vom portugiesischen Botaniker João de Loureiro 1790 beschrieben. Der deutsch-amerikanische Botaniker Alfred Rehder bezog sich 1917 auf dieses Basionym, ordnete die Art jedoch als Lithocarpus corneus in die Gattung Lithocarpus ein und gab somit die heute akzeptierte Namenskombination.
Ein weiteres Synonym für die Art ist Pasania cornea (Lour.) Oerst., da der dänische Botaniker Anders Sandøe Ørsted sich 1866 ebenfalls auf das Basionym Quercus cornea bezog, die Art jedoch in die Gattung Pasania umgruppierte.
Die Art ist in ihrer Erscheinungsform sehr variabel; es werden mehrere Varietäten unterschieden:
- Lithocarpus corneus var. angustifolius C.C.Huang & Y.T.Chang
- Lithocarpus corneus var. corneus
- Lithocarpus corneus var. fructuosus C.C.Huang & Y.T.Chang
- Lithocarpus corneus var. hainanensis (Merr.) C.C.Huang & Y.T.Chang
- Lithocarpus corneus var. rhytidophyllus C.C.Huang & Y.T.Chang
- Lithocarpus corneus var. zonatus C.C.Huang & Y.T.Chang

## Nutzung
Die Samen sind roh oder gekocht essbar. Sie enthalten zwar in gewissem Maße bitter schmeckende Tannine; diese können jedoch durch Einweichen der ganzen oder noch besser der zerkleinerten Samen herausgelöst werden. Das Samenmehl kann zum Beispiel zur Verdickung von Suppen verwendet oder Getreidemischungen beigemengt werden.

## Quelle
- Eintrag in der Flora of China (engl.)